# 二氧化铪
二氧化铪（化学式：HfO2）是最常见的铪化合物之一。

## 性质
白色或灰色粉末。不溶于水、盐酸和硝酸和其他一般无机酸，在氢氟酸中缓慢溶解生成氟铪酸盐。与热浓硫酸或硫酸氢盐作用生成硫酸铪。与碳在氯气存在下混合加热得到四氯化铪。与氟硅酸钾作用生成氟铪酸钾。与碳在1500℃以上反应得碳化铪（HfC）。是一种具有宽带隙（～6eV）和高介电常数的陶瓷材料。
有四方、单斜和三方三种晶形。单斜晶系的二氧化铪在1475～1600℃的足量氧气氛中转化为四方晶系。

## 制取
可由四氯化铪、二硫化铪、硼化铪、氮化铪、碳化铪、氯氧化铪、硫酸铪等化合物经热分解、水解或高温灼烧制取。

## 用途
用作耐火材料、抗放射性涂料和催化剂。近年来在微电子领域引起关注，它有可能替代目前硅基集成电路核心器件金属氧化物半导体场效应管（MOSFET）的栅极绝缘层二氧化硅（SiO2），以解决传统 MOSFET 中 SiO2/Si 发展的尺寸极限问题。